# One Direction 3D: This Is Us
One Direction 3D: This Is Us (v anglickém originále One Direction: This Is Us) je dokument o britsko-irské skupině One Direction z roku 2013 od režiséra Morgana Spurlocka. Film měl ve Spojeném království premiéru 20. srpna 2013 a v Česku měl premiéru 5. září 2013.

## Obsazení
- Niall Horan
- Zayn Malik
- Liam Payne
- Harry Styles
- Louis Tomlinson